# Arrondissement Florac
Florac is een arrondissement van het Franse departement Lozère in de regio Occitanie. De onderprefectuur is Florac.

## Kantons
Het arrondissement was tot 2014 samengesteld uit de volgende kantons:
- Kanton Barre-des-Cévennes
- Kanton Florac
- Kanton Le Massegros
- Kanton Meyrueis
- Kanton Le Pont-de-Montvert
- Kanton Sainte-Enimie
- Kanton Saint-Germain-de-Calberte

Na de herindeling van de kantons bij decreet van 25 februari 2014, met uitwerking op 22 maart 2015, zijn dat:
- Kanton La Canourgue  (deel: 2/8)
- Kanton Le Collet-de-Dèze
- Kanton Florac Trois Rivières
- Kanton Saint-Etienne-du-Valdonnez  (deel: 4/18)